# Cladogramma

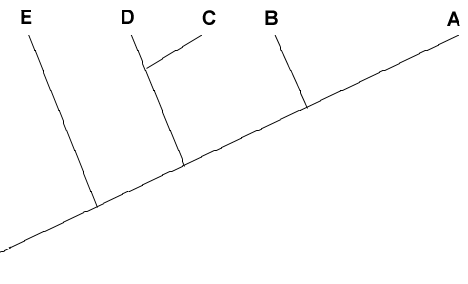

Il cladogramma è la rappresentazione, in cladistica, del grado di somiglianza reciproca tra vari soggetti esaminati in rapporto alla linea filogenetica.

## Utilizzi
Per quanto riguarda la sistematica un cladogramma illustra gli elementi strutturali della conoscenza dell'organismo. In un cladogramma le linee rappresentano caratteri generali di un taxon (raggruppamento), nell'albero filogenetico le linee rappresentano le specie ancestrali. Con albero filogenetico si intende un cladogramma interpretato in senso evolutivo, rappresentando l'evoluzione dei caratteri.
In linguistica i cladogrammi si utilizzano per rappresentare l'albero genealogico delle lingue, ovvero il rapporto tra varie lingue appartenenti alla stessa famiglia.